# Khánh Thạnh Tân
Khánh Thạnh Tân là một xã thuộc huyện Mỏ Cày Bắc, tỉnh Bến Tre, Việt Nam.

## Địa lý
Xã Khánh Thạnh Tân có diện tích tự nhiên là 13,40 km², dân số năm 2009 là 11.665 người, mật độ dân số đạt 869 người/km².

## Hành chính
Xã Khánh Thạnh Tân được chia thành 8 ấp: 
| STT | Tên ấp      | Mã bưu chính |
| --- | ----------- | ------------ |
| 1   | Tích Phúc   | 934040       |
| 2   | Tài Đại     | 934041       |
| 3   | Vĩnh Trị    | 934042       |
| 4   | Tích Khánh  | 934044       |
| 5   | Tân Hưng    | 934045       |
| 6   | Khánh Thạnh | 934047       |
| 7   | Tích Đức    | 934048       |
| 8   | Tân Lợi     | 934049       |